# Museum

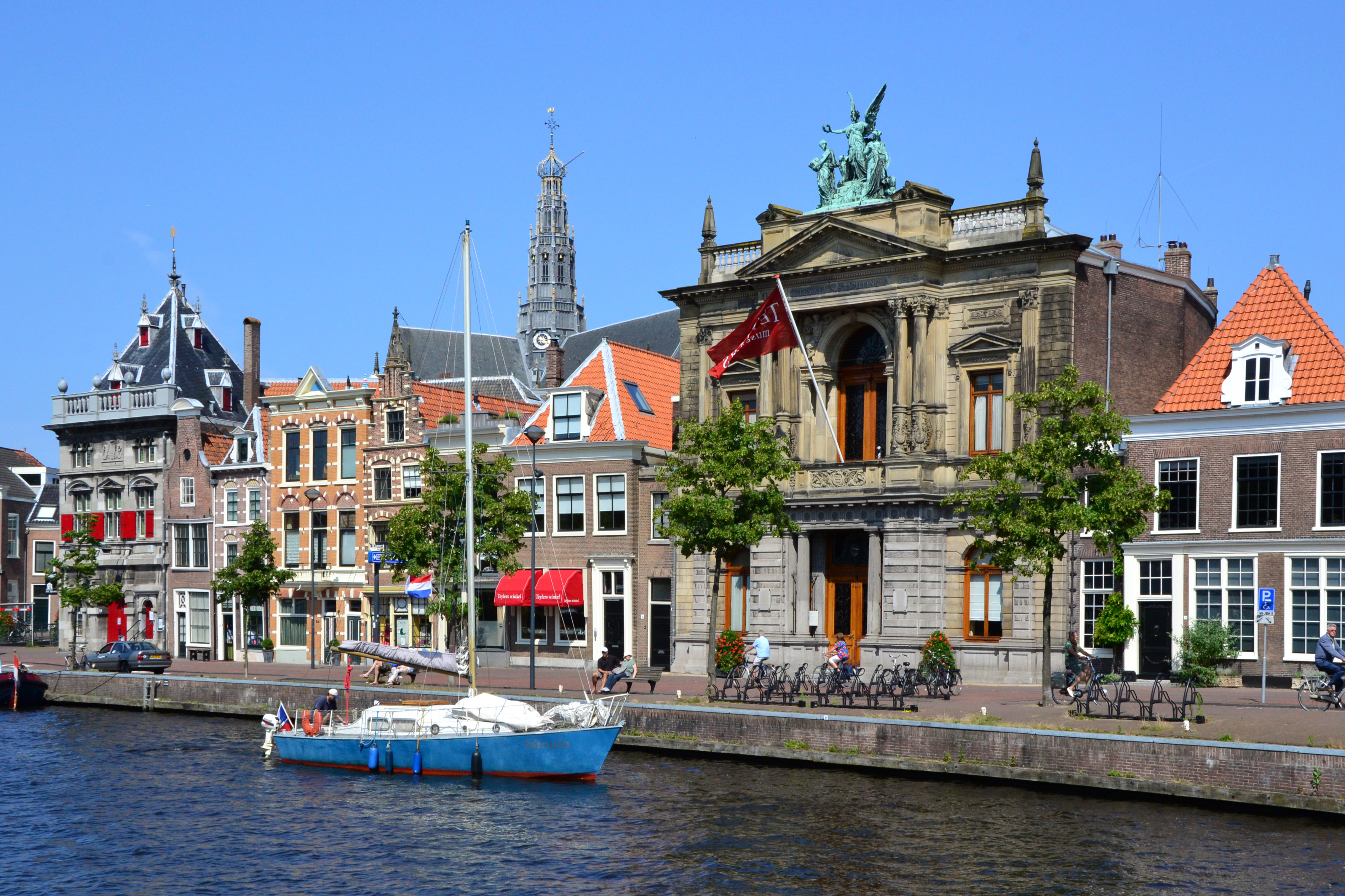
Het Teylers Museum te Haarlem is het oudste museum in Nederland.

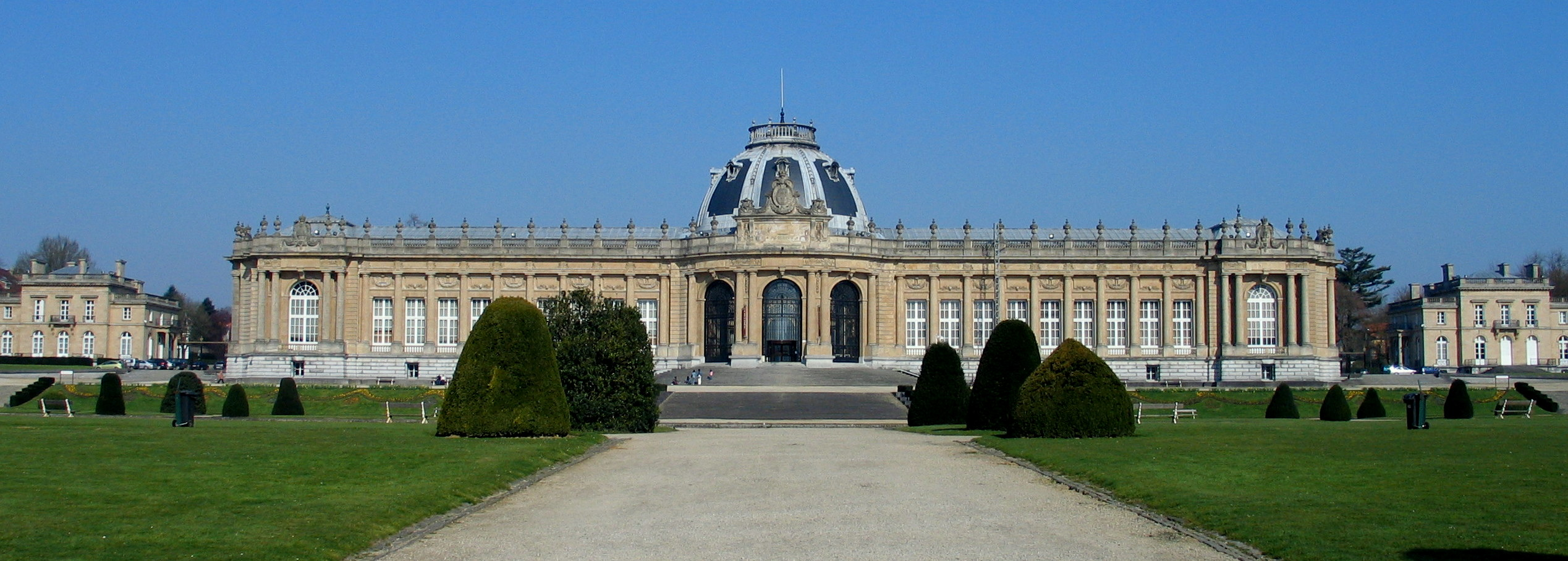
Koninklijk Museum voor Midden-Afrika, Tervuren

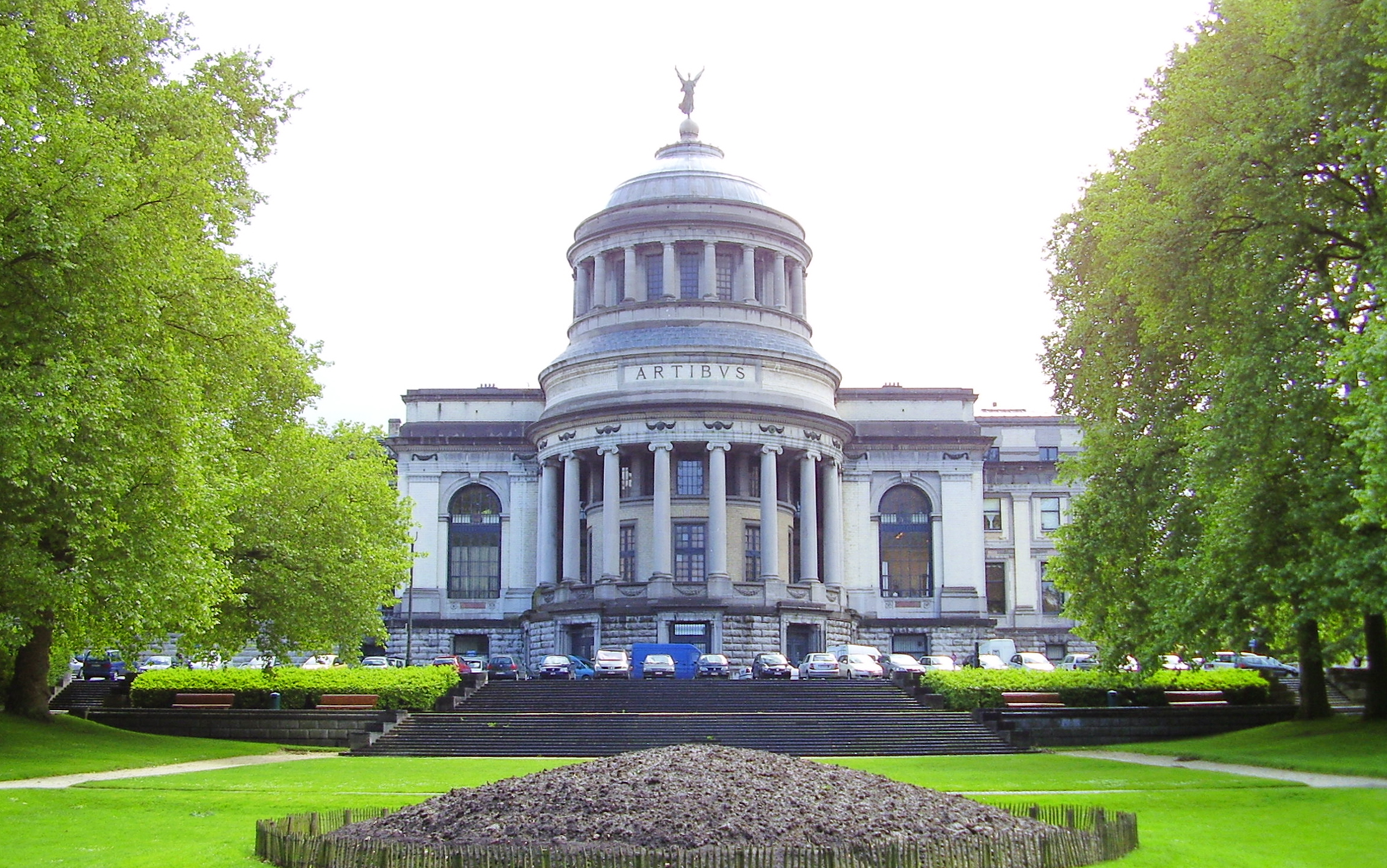
Museum voor Kunst en Geschiedenis, Jubelpark, Brussel

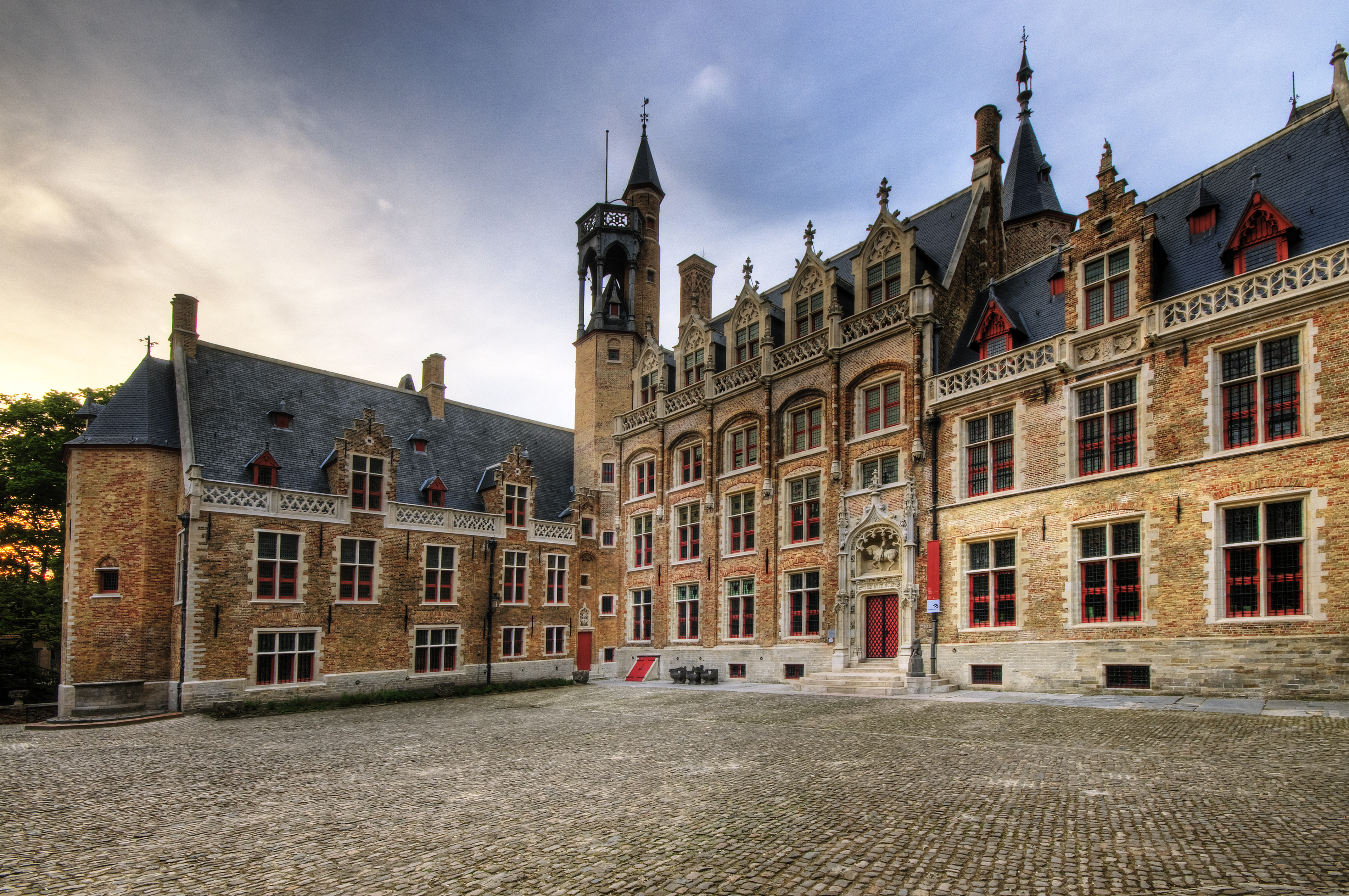
Gruuthusemuseum, Brugge

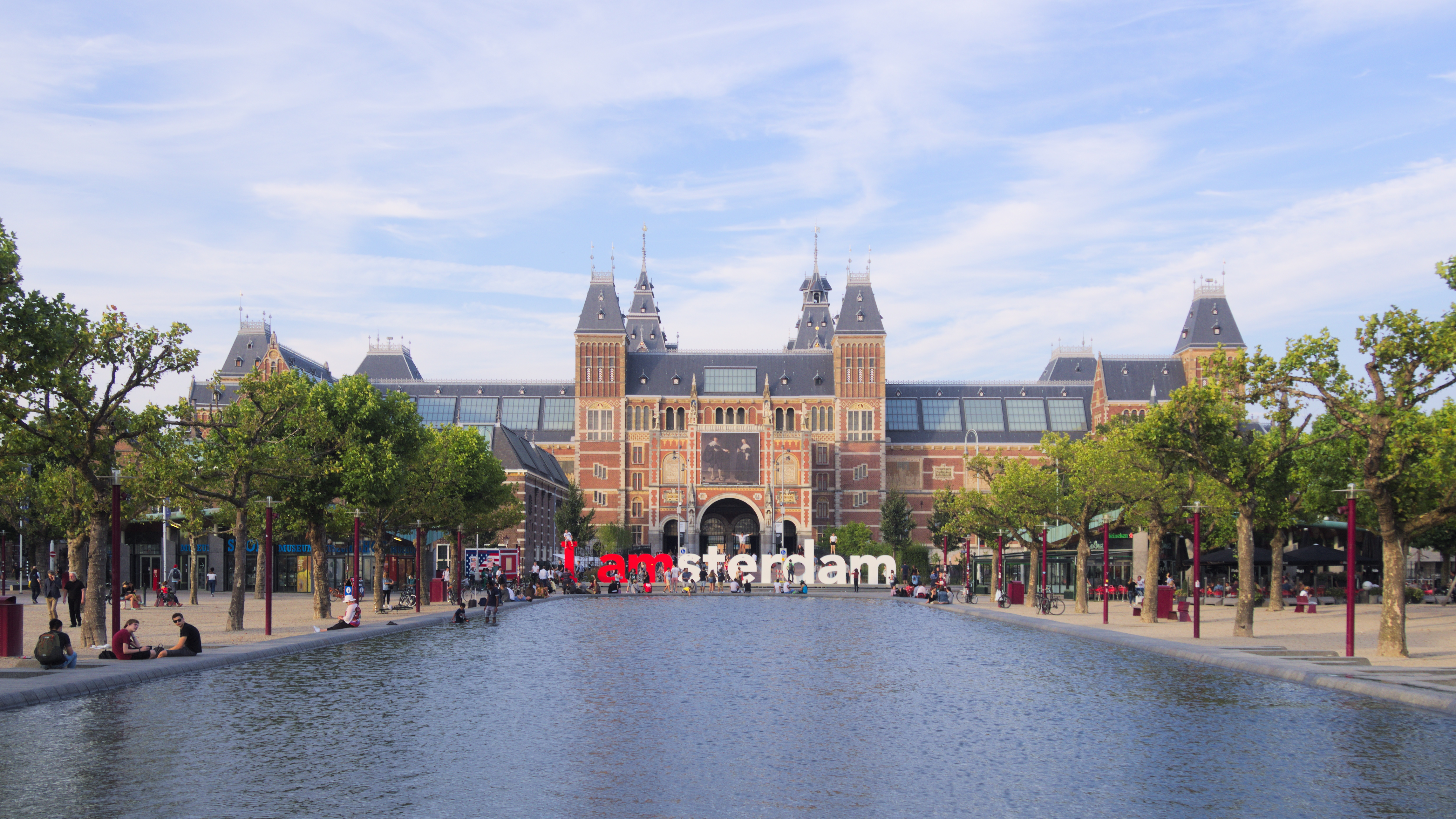
Rijksmuseum Amsterdam

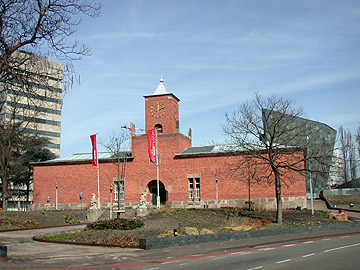
Van Abbemuseum, Eindhoven

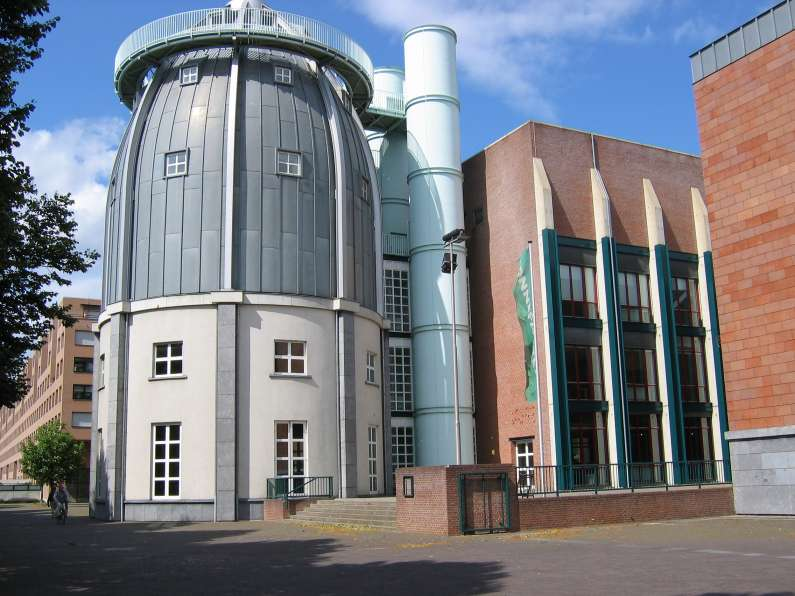
Bonnefantenmuseum, Maastricht

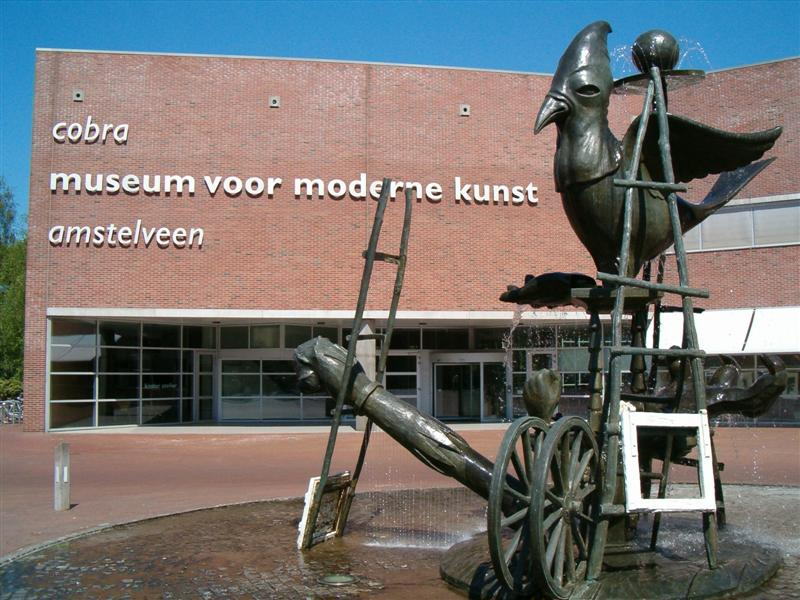
Museum Cobra, Amstelveen

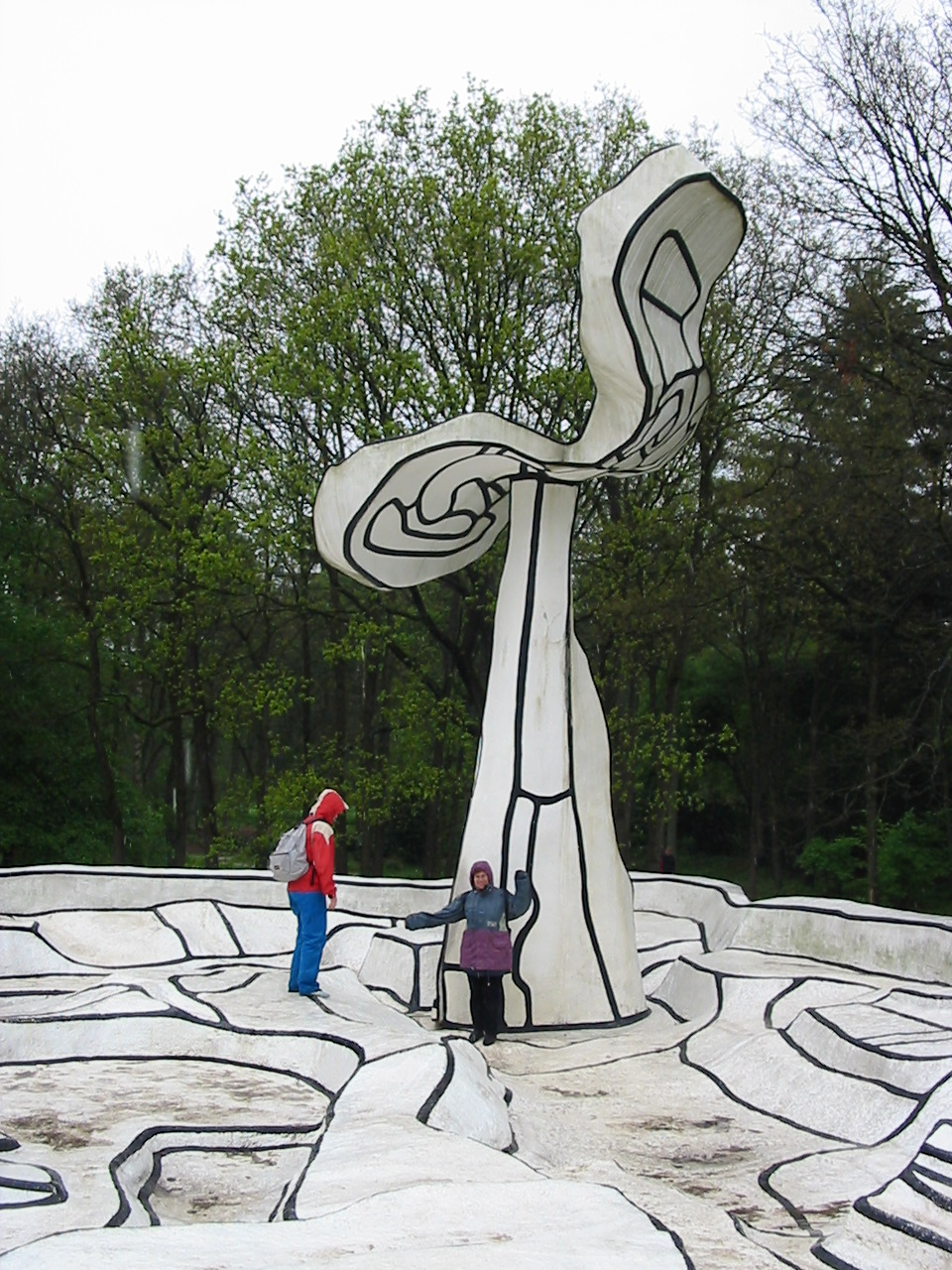
Beeldentuin in Kröller-Müller Museum, De Hoge Veluwe

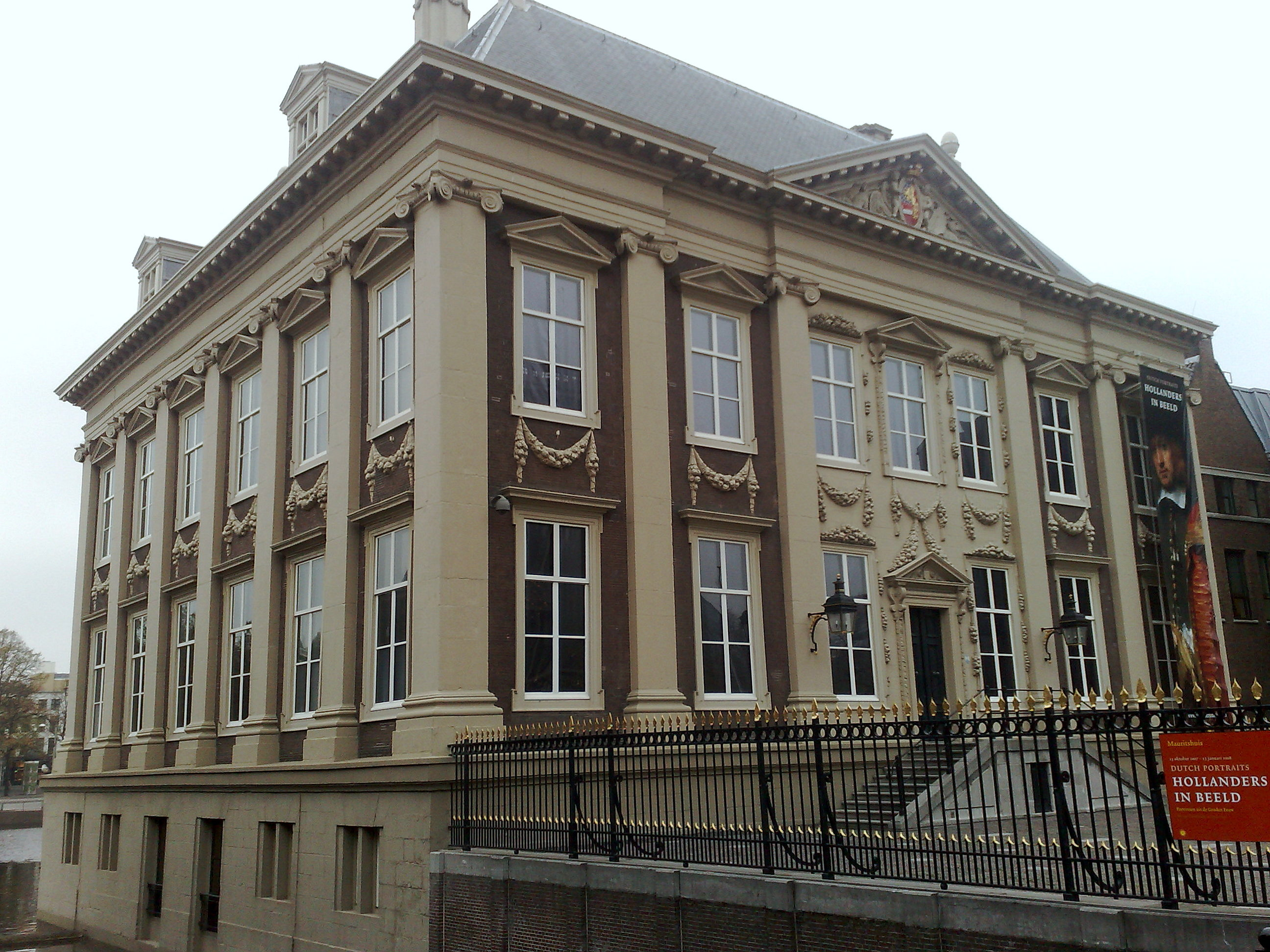
Mauritshuis, Den Haag

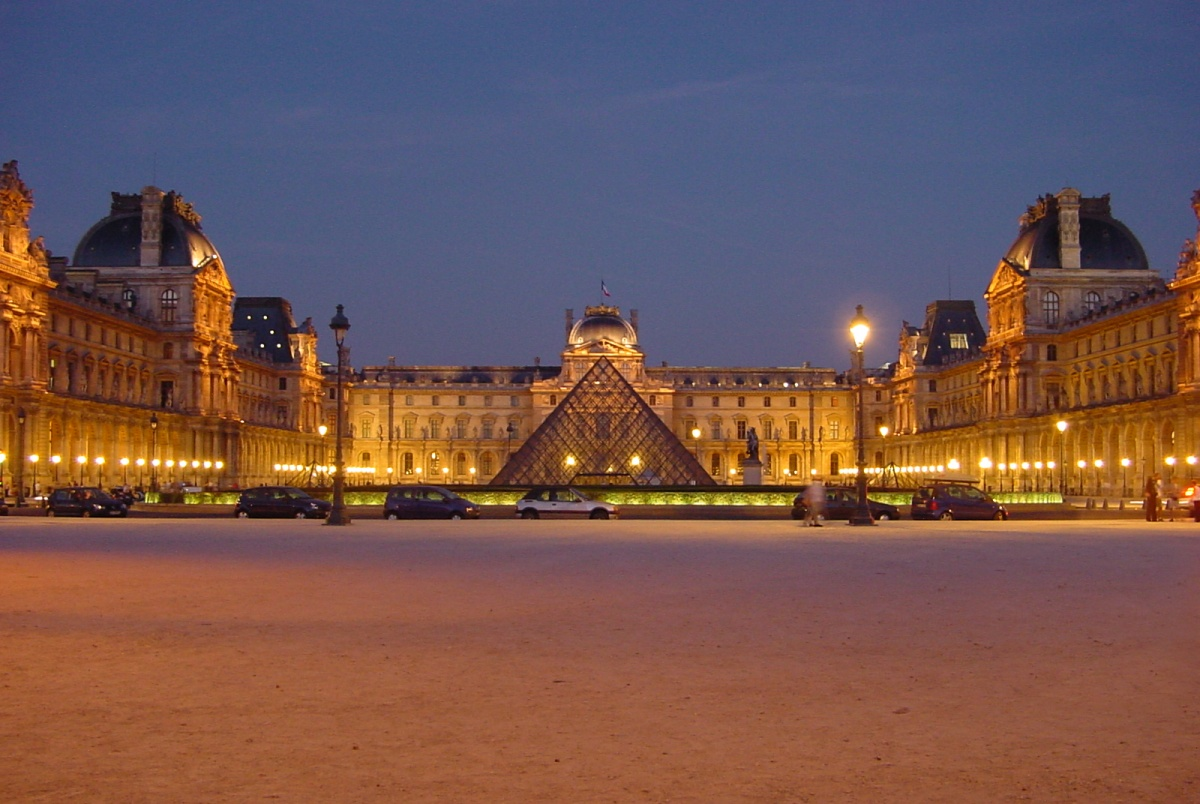
Louvre, Parijs

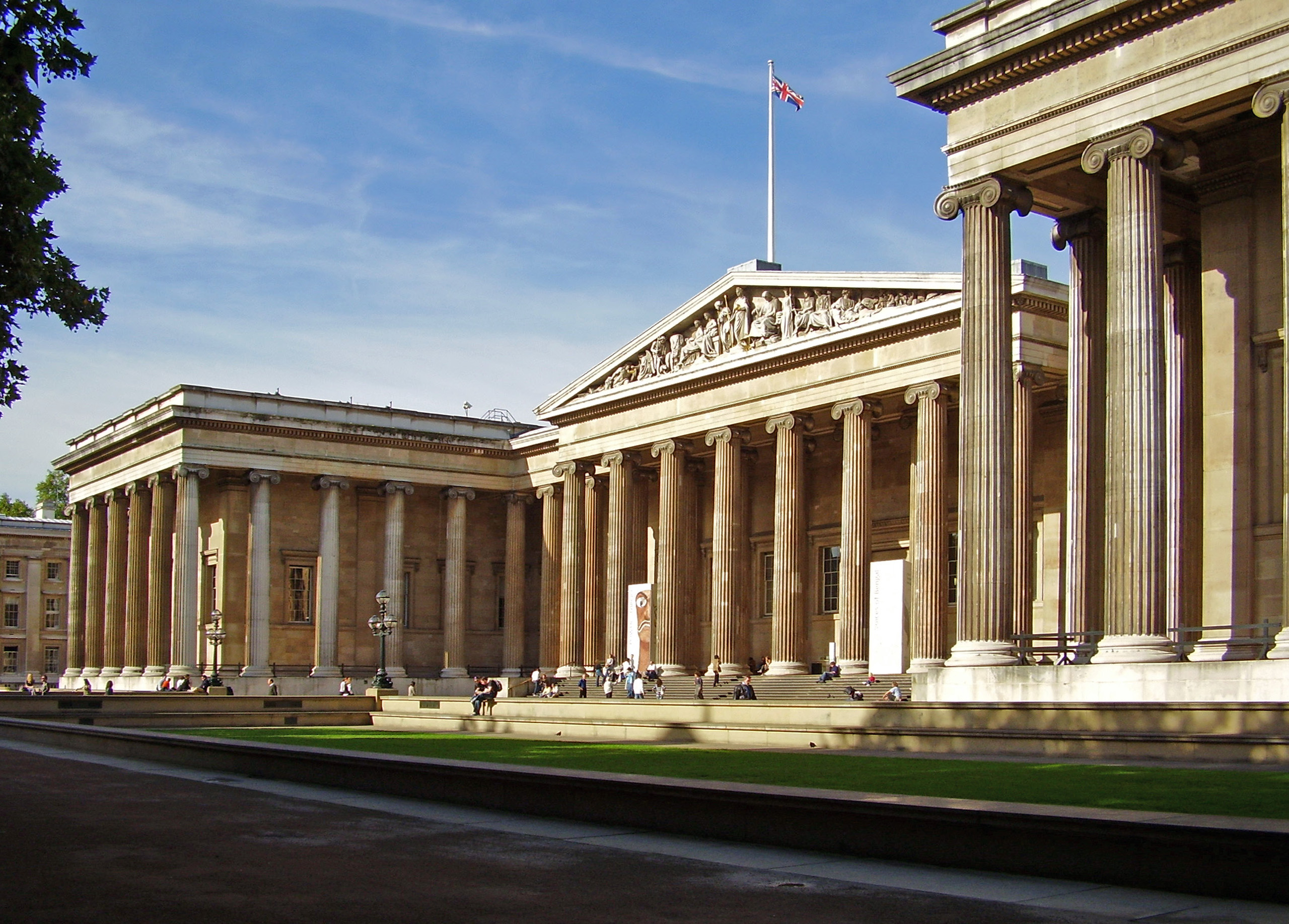
British Museum, Londen

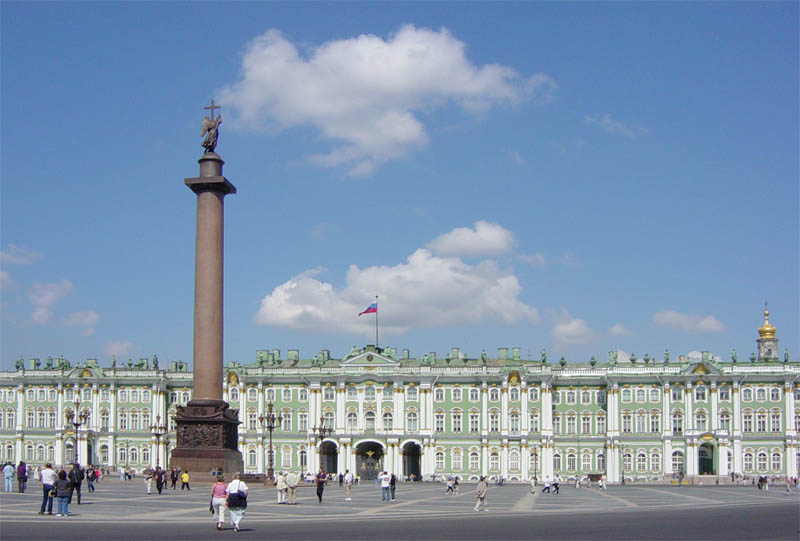
Hermitage, Sint-Petersburg

Een museum is een instelling, doorgaans zonder winstoogmerk, ten dienste van de gemeenschap en van haar ontwikkeling, toegankelijk voor het publiek, die de materiële en immateriële getuigenissen van de mens en zijn omgeving verzamelt, bewaart, onderzoekt en tentoonstelt en hierover informatie verstrekt voor studie, educatie en recreatie.

## Herkomst
Het woord museum is via het Latijn afkomstig van het Griekse woord mouseion, een plaats of tempel gewijd aan de Muzen, de Griekse godinnen van de kunsten. Het Mouseion van Alexandrië in het oude Egypte ligt aan de basis van het Latijnse woord museum in de huidige betekenis; dat Mouseion, waartoe ook de beroemde bibliotheek van Alexandrië behoorde,  was namelijk een opleidingscentrum, waar geleerden waren vrijgesteld om zich geheel te wijden aan de studie van geschriften.
In de renaissance ontstond de vorm die we nog kennen: een gebouw met daarin verzamelingen schilderijen, beeldhouwwerken en andere kunstvoorwerpen. In de 19e eeuw werd het begrip museum ook uitgebreid tot verzamelingen van bijvoorbeeld natuurhistorische en technisch-historische voorwerpen. Zo ontstonden musea met een bepaald thema: veiligheid, de postzegel etc.

## Functie van een museum
In grote lijnen heeft een museum twee functies, te weten:
- het beschermen van de kunstwerken tegen beschadiging, diefstal, brand, vocht, weersinvloeden en stof;
- het op de juiste manier tonen van de schilderijen, beeldhouwwerken, enz., dat wil zeggen dat
  - de onderverdeling van de verzameling moet plaatsvinden naar historische waarde en naar soort;
  - de kunstverlichting en het daglicht de voorwerpen zo gunstig mogelijk moeten doen uitkomen.

Het eerste houdt in dat de constructieve en isolatie-eisen van het gebouw waarin het museum is gehuisvest, op een zeer hoog peil staan: een lekkage kan onherstelbare gevolgen hebben, een slecht werkend airconditioningsysteem eveneens.
Het duidelijk tonen van de verzameling is nog moeilijker, deze zal immers in grootte en samenstelling kunnen wisselen en vraagt daarom steeds om andere ruimtes in grootte en verlichting.

## Soorten musea
Er zijn diverse soorten musea, variërend van internationaal befaamde tot lokale musea met een beperkte opzet en collectie. De belangrijkste musea van Nederland zijn de rijksmusea.
Op een lager schaalniveau zijn er provinciale of regionale musea die een provinciale of regionale uitstraling bezitten, waaronder het Groninger Museum, Het Noordbrabants Museum en het Centraal Museum in Utrecht. Deze zijn vaak in bezit van overheidsinstellingen, evenals de gemeentemusea die sommige steden hebben, waaronder grote musea als het Stedelijk Museum in Amsterdam en het Kunstmuseum (voorheen Gemeentemuseum) in Den Haag. Ten slotte zijn er vele, vaak kleine particuliere musea. Meestal is een stichting of vereniging de eigenaar en/of beheerder van zo'n museum. De meeste oudere musea zijn veelal begonnen als verzamelingen van curiosa of kunstvoorwerpen van aristocraten en rijke particulieren (de zogenaamde rariteitenkabinetten, wonderkamers of kunstkamers). Zo is het oudste bestaande museum in Nederland, het Teylers Museum uit 1784 in Haarlem, oorspronkelijk een privéverzameling van de rijke koopman Pieter Teyler van der Hulst (1702-1778). Ook tegenwoordig komt het nog voor dat een museum ontstaat op particulier initiatief, zoals het Scheringa Museum voor Realisme in Spanbroek.
Musea kunnen ook ingedeeld worden naar de collectie. Van oudsher hadden musea voornamelijk voorwerpen van kunst en/of wetenschap in huis. Later kwamen er ook musea rond andere thema's, zoals:
- Archeologie: Rijksmuseum van Oudheden in Leiden, Allard Pierson Museum in Amsterdam en Museum Hertogsgemaal nabij 's-Hertogenbosch
- Architectuur: Sint-Jansmuseum in 's-Hertogenbosch, Cuypershuis in Roermond en de Kijk-Kubus in Rotterdam
- Blindenmusea: musea over visuele handicaps in de maatschappelijke omgeving zoals muZIEum, ofwel musea die monumenten en artefacten driedimensionaal voorstellen, zodat ze zowel bekeken als betast kunnen worden, zoals het Tyflologisch museum in Madrid
- Design: Design Museum Den Bosch, Cube Design Museum in Kerkrade, Design Museum Gent
- Fotografie: Huis Marseille, FOAM, Nederlands Fotomuseum
- Geologie: Oertijdmuseum in Boxtel en Naturalis Biodiversity Center in Leiden
- Geschiedenis: Oude Ambachten & Speelgoed Museum in Terschuur, het Nederlands Openluchtmuseum in Arnhem en de Romeinse Katakomben in Valkenburg
- Hedendaagse kunst: Van Abbemuseum in Eindhoven, Tate Modern in Londen, Museum MORE in Gorssel en De Pont in Tilburg
- Industrie: Schoenenmuseum in Waalwijk, het Philips Museum in Eindhoven en het Nederlands Stoommachinemuseum in Medemblik
- Kasteelmusea: Slot Johannisburg in Aschaffenburg, De Haar, Loevestein, Amerongen, Menkemaborg, Rosendael
- Kunsthistorie: Rijksmuseum Twenthe, Rijksmuseum Amsterdam en Het Noordbrabants Museum in 's-Hertogenbosch
- Luchtvaart: Aviodrome in Lelystad
- Muziek en muziekinstrumenten: Kessels Museum in Tilburg en Museum Speelklok in Utrecht
- Natuur: Grande Galerie de l'Évolution in Parijs, Natuurmuseum Brabant in Tilburg, Natuurmuseum Fryslân in Leeuwarden
- Oorlog: Oorlogsmuseum Overloon in Overloon, Musée de l'Armée in Parijs en Airborne Museum in Oosterbeek
- Religie: Museum Krona in Uden, het Joods Museum (voorheen Joods Historisch Museum) in Amsterdam en Museum Catharijneconvent in Utrecht
- Ruimte en ruimtevaart: Koninklijk Eise Eisinga Planetarium in Franeker en Space Expo in Noordwijk
- Scheepvaart: Het Scheepvaartmuseum in Amsterdam, USS Wisconsin in Norfolk (Virginia, VS) en Zeeuws maritiem muZEEum in Vlissingen
- Sport: Voetbal Experience, in Roosendaal en het Keatsmuseum in Franeker
- Techniek: Evoluon in Eindhoven, NEMO in Amsterdam en Oyfo Techniekmuseum in Hengelo
- Vervoer: DAF Museum in Eindhoven, en Het Spoorwegmuseum in Utrecht
- Volkenkunde: Nationaal Museum van Wereldculturen, Japanmuseum SieboldHuis, Museum Europäischer Kulturen en Österreichisches Museum für Volkskunde

Een museum kan verder gewijd zijn aan een bepaalde persoon en is dan veelal gevestigd in het huis waar die persoon geboren werd of gewoond heeft. In dat geval maakt het gebouw zelf deel uit van de presentatie. In drie buitenlandse steden zijn er lhbt-musea over de geschiedenis van lhbt'ers. Een dergelijk museum is ook in Amsterdam in voorbereiding.

## Inrichting

### Vaste collectie en wisselende tentoonstellingen
Een museum heeft meestal een eigen collectie; de objecten die steeds te zien zijn noemt men ook de "vaste collectie". Meestal zijn de museumstukken uniek en waardevol, zoals schilderijen, beeldhouwwerken of archeologische vondsten. Veel musea hebben daarnaast zalen voor wisseltentoonstellingen. Wisseltentoonstellingen zijn soms ook "reizende tentoonstellingen" met meesterwerken of andere objecten die achtereenvolgens in meerdere musea getoond worden.

### Andere onderdelen
Naast de tentoonstellingsruimten beschikken veel musea over een museumbibliotheek. In vele grote musea is een foyer of een andere horecavoorziening waar men iets kan eten of drinken. Ook hebben veel musea een winkel waar de museumgids, boeken, kaarten, posters en andere media verkocht worden, afhankelijk van de collectie en de aard van het museum.
Met name de grotere musea hebben educatieve aanbiedingen zoals workshops, rondleidingen en lesprogramma's. Ook is het soms mogelijk om door middel van een audiotoer door een museum te volgen.

## Bekende kunstmusea in Nederland
- Bonnefantenmuseum (Maastricht) – vroeg-Italiaanse en Zuid-Nederlandse schilderkunst, laatmiddeleeuwse beeldhouwkunst, hedendaagse kunst
- Centraal Museum (Utrecht) – oude en moderne kunst, het nijntje museum en het Rietveld Schröderhuis
- Museum Cobra (Amstelveen) – CoBrA
- Design Museum Den Bosch – moderne kunst en design
- Dordrechts Museum – Nederlandse meesters uit de 17e eeuw
- Frans Hals Museum (Haarlem)
- Groninger Museum – moderne en provinciale kunst, vaak zelf als kunstwerk aangeduid
- Huis Marseille, Museum voor Fotografie (Amsterdam) – historische en hedendaagse fotografie
- Kröller-Müller Museum (De Hoge Veluwe, Otterlo) – impressionisten, futuristen, Van Gogh, conceptuele kunst en een beeldenpark
- Kunstmuseum Den Haag – moderne kunst, kunstnijverheid, mode en muziekinstrumenten
- Mauritshuis (Den Haag) – onder anderen Vermeer, Rembrandt, Jan Steen en Paulus Potter
- Museum Arnhem – moderne kunst
- Museum Boijmans Van Beuningen (Rotterdam) – oude en moderne kunst; surrealisten, industriële vormgeving
- Museum Bronbeek (Arnhem) – collectie van 65.000 objecten en een kenniscentrum over de koloniale periode in Nederlands-Indië
- Museum Catharijneconvent (Utrecht) – (middeleeuwse) kerkelijke kunst en handschriften
- Valkhof Museum (Nijmegen) – oude en moderne kunst
- Museum Slager ('s-Hertogenbosch) – drie generaties Bossche schilders uit de Familie Slager
- Het Noordbrabants Museum ('s-Hertogenbosch) – onder anderen Vincent van Gogh, Familie Brueghel en navolgers van Jeroen Bosch
- De Pont (Tilburg) – hedendaagse kunst, conceptuele kunst en nieuwe media
- Rijksmuseum Amsterdam – diverse schilders van de Hollandse School
- Rijksmuseum van Oudheden (Leiden) – archeologie, het Oude Egypte en de Klassieke Oudheid
- Singer Laren (Laren, Noord-Holland) – moderne kunst
- Stedelijk Museum (Amsterdam) – moderne en hedendaagse kunst
- Van Abbemuseum (Eindhoven) – constructivisme en moderne klassieken
- Van Gogh Museum (Amsterdam) – Vincent van Gogh

## Bekende kunstmusea in België
- Bozar in Brussel
- Broelmuseum in Kortrijk
- Grand Curtius in Luik – Maaslandse kunst, toegepaste kunst (meubels, glas, wapens)
- Groeningemuseum in Brugge – schone kunsten van de 15e tot de 21e eeuw
- Gruuthusemuseum in Brugge – toegepaste kunst of sierkunst van Brugge van de 13e tot de 19e eeuw
- Koninklijk Museum voor Schone Kunsten Antwerpen
- Koninklijke Musea voor Kunst en Geschiedenis in Brussel
- Koninklijke Musea voor Schone Kunsten van België in Brussel
- Memling in Sint-Jan in Brugge
- Museum aan de Stroom (MAS) in Antwerpen
- Museum van Hedendaagse Kunst Antwerpen (MuHKA)
- Museum voor moderne en hedendaagse kunst in Luik
- Museum voor Schone Kunsten in Gent
- Museum voor Schone Kunsten in Oostende
- Provinciaal Museum voor Moderne Kunst (PMMK) in Oostende
- Rubenshuis in Antwerpen
- Salons voor Schone Kunsten in Sint-Niklaas
- Stedelijk Museum voor Actuele Kunst (SMAK) in Gent

## Bekende musea elders in de wereld
Er zijn wereldwijd veel musea. Enkele voorbeelden van grote en bekende musea zijn, per categorie:

### Kunst
- Galleria Borghese en de Vaticaanse Musea in Rome
- Gemäldegalerie in Berlijn
- Hermitage in Sint-Petersburg
- Louvre, Musée d'Orsay en Centre Pompidou in Parijs
- Metropolitan Museum of Art, Guggenheim Museum en Museum of Modern Art (MoMA) in New York
- Casa Museu Gaudí, Picasso-museum en Miró-museum in Barcelona
- Museu Nacional de Arte Antiga in Lissabon
- National Gallery, Tate Gallery, British Museum en Victoria and Albert Museum in Londen
- National Gallery of Art en Smithsonian Institution in Washington
- Prado, Museo Thyssen-Bornemisza en Museo Nacional Centro de Arte Reina Sofía in Madrid
- Uffizi en Palazzo Pitti in Florence
- Wallraf-Richartz-Museum en het Museum Ludwig in Keulen

### Archeologie
- Alte Pinakothek in München
- British Museum in Londen
- Egyptisch Museum in Caïro
- Kunsthistorisches Museum in Wenen
- Nationaal Archeologisch Museum van Athene in Athene
- Pergamonmuseum in Berlijn

## Toegang
In sommige landen zijn musea gratis te bezoeken. Vrije toegang kan voor iedereen zijn zoals in Engeland, maar kan ook beperkt zijn tot alleen de jeugd zoals in Frankrijk. Uitzondering zijn particuliere musea, zo is de National Gallery in Londen gratis, maar het Dennis Severs' House niet.

## Evenementen
- Sinds 1981 wordt in Nederland elk jaar een museumweekend georganiseerd. Veel musea zijn dan gratis toegankelijk en er worden extra activiteiten georganiseerd.
- De Museumnacht wordt jaarlijks gehouden in diverse steden in Vlaanderen, Nederland en Suriname.